# Вольберг, Александр Львович
Александр Львович Вольберг (род. 6 марта 1956, Ленинград) — советский и американский математик, доктор физико-математических наук, профессор Мичиганского университета.

## Биография
Окончил Ленинградский государственный университет. Работал в Ленинградском отделении Математического института АН СССР. Ученик Н. К. Никольского.
Кандидат физико-математических наук (1982) тема диссертации «Полнота рациональных дробей в весовых Lp-пространствах на окружности». Доктор физико-математических наук (1989) тема диссертации «Асимптотические голоморфные функции и их применения».
С 1991 года работает в Мичиганском университете.
В 2007—2008 годах — Уиттакеровский профессор Эдинбургского университета. Работал также приглашенным профессором в Беркли, в Международном институте математической физики Эрвина Шредингера, университете Бордо, Стэнфордском университете, Институте перспективных исследований в Принстоне (2004), Калифорнийском технологическом институте (1997, 2001), в Калифорнийском университете в Лос-Анджелесе и Парижском университете VI.
Член Санкт-Петербургского математического общества

## Педагогическая работа
Математическая лаборатория имени П. Л. Чебышева. «One-sided bump conjecture and Bellman functionals»

## Награды
- международная премия им. Салема (1988)
- медаль Онсагера (2004)
- Премия Гумбольдта (2011)